# Highway Addressable Remote Transducer
Highway Addressable Remote Transducer (HART) ist ein standardisiertes, weit verbreitetes Kommunikationssystem zum Aufbau industrieller Feldbusse. Es ermöglicht die digitale serielle Kommunikation zwischen Teilnehmern (Feldgerät und Steuerung beziehungsweise bei wirelessHART auch mehrere Feldgeräte). HART setzt auf dem historisch weit verbreiteten 4…20-mA-Standard zur Übertragung analoger Sensorsignale auf. Vorhandene Leitungen des 4…20-mA-Stromsignals werden für HART benutzt, beide Systeme arbeiten zugleich auf einer Leitung, ohne sich zu stören. HART-fähige Sensoren mit 4…20-mA-Analogausgang sind daher abwärtskompatibel und können ausgetauscht werden, ohne die zusätzlichen digitalen Optionen zu nutzen. Die digitalen Signale können jedoch ohne Störungen der analogen Signale bzw. der alten Prozessleittechnik ein- und ausgekoppelt werden.
HART wurde in den 1980ern von der Firma Rosemount für ihre Feldgeräte entwickelt. 1989 wurde der HART-Standard durch die HART Communication Foundation (HCF) geschaffen. Seit 2007 ist HART Teil der Feldbus-Norm IEC 61158. Sitz der HART Communication Foundation in Europa ist Basel (Schweiz).

## Vorteile von HART
- Aufbau eines digitalen Feldbusnetzes unter (weitreichender) Ausnutzung vorhandener 4/20-mA-Verkabelung
- Parallelbetrieb von vorhandenen, analogen 4/20-mA- und digitalen Systemen
- Bus- bzw. Netzstruktur: Über ein 4/20-mA-Kabel können mehrere HART-Feldgeräte bidirektional und azyklisch kommunizieren.

## Datenübertragung
Die Datenübertragung erfolgt nach dem Bell-202-Standard über Frequency Shift Keying (FSK). Dem niederfrequenten analogen Signal wird eine hochfrequente Schwingung (±0,5 mA) überlagert. Eine digitale „1“ wird mit der Frequenz 1,2 kHz (1200 Hz) und eine „0“ wird mit der Frequenz 2,2 kHz (2200 Hz) dargestellt.
HART spezifiziert mehrere Protokollebenen im OSI-Modell und erlaubt die Übertragung von Prozess- und Diagnoseinformationen sowie Steuersignalen zwischen Feldgeräten und übergeordnetem Leitsystem. Standardisierte Parametersätze können für den herstellerübergreifenden Betrieb aller HART-Geräte benutzt werden. Die meisten namhaften Hersteller von Sensoren (Feldgeräten) bieten Geräte mit – teils optionaler – HART-Kommunikation an. Typische Anwendungsfälle sind Messumformer für die Messungen von mechanischen und elektrischen Größen.
Die Kommunikation zwischen den Geräten kann nach dem Master/Slave-Prinzip erfolgen, das heißt, der Slave – das Feldgerät – sendet nur Informationen, wenn vom Master – der Steuerungs- und Leitzentrale – eine Anfrage gestellt wurde. Eine weitere Möglichkeit der Kommunikation ist der Burst-Mode. Dabei sendet der Slave nach Initiierung der Kommunikation unaufgefordert Messages an den Master.

## WirelessHART

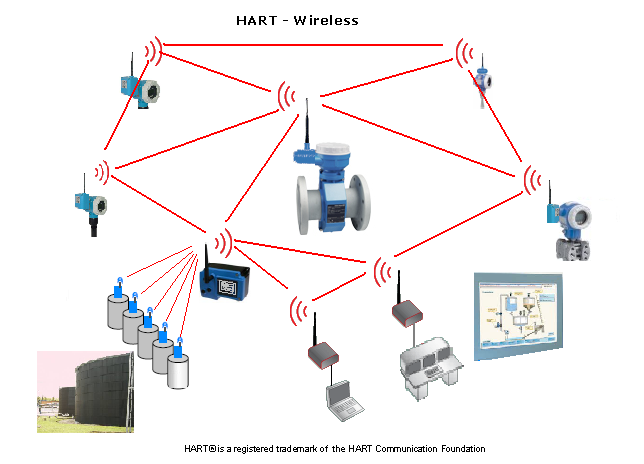
WirelessHART-Schema

Im September 2007 wurde von der HCF (HART Communication Foundation) der neue WirelessHART-Standard festgelegt und veröffentlicht. Die Funkübertragung basiert auf dem drahtlosen Kommunikationsstandard IEEE 802.15.4 (ISM-Band) und verwendet TDMA als Übertragungsverfahren. Die Kommunikation sieht eine Verschlüsselung auf Basis des Advanced Encryption Standard (AES 128) vor, damit der Datentransfer und die Parametrierung der Feldgeräte nicht unbefugt verändert werden kann.
WirelessHART ist ein Teil der HART-7-Spezifikation und wurde als IEC 62591:2010 normiert.

### Wesentliche Eigenschaften
Das Netzwerk baut sich selbst auf (Meshed Network). Soll ein Feldgerät zu einem bestehenden Netzwerk hinzugefügt werden, muss lediglich eine Art Passwort eingegeben werden, der Topologieaufbau erfolgt selbstorganisierend. Im Außenbereich sind Übertragungsdistanzen bis zu 250 m von Teilnehmer zu Teilnehmer möglich. Bei räumlich aufeinander folgenden Teilnehmern können daher auch deutlich größere Distanzen überbrückt werden, da die Zwischenteilnehmer sozusagen als Repeater wirken.
Eingebaute Redundanz: Fällt ein Teilnehmer als Übertragungsweg aus, wird die Übertragung automatisch über einen anderen Teilnehmer aufgebaut. Übertragen werden dieselben Informationen wie beim verdrahteten HART. Die Messwertübertragungszyklen hängen von der jeweiligen Systemkonfiguration ab und liegen typischerweise zwischen 15 Sekunden und mehreren Stunden.

### Anwendungen
Typische Anwendungsgebiete von WirelessHART:
- große zu überbrückende Distanzen wie beim Tank Monitoring
- Messgeräte, die auf rotierenden oder beweglichen Teilen montiert werden
- bei Hindernissen auf dem Signalweg wie Bahngleise oder Flüsse
- Parametrierung und Bedienung von HART-Komponenten an Steuerungen, die bisher nicht HART fähig sind
- nachträgliche oder vorübergehende Installation von Feldgeräten
- offen und standardisiert durch Unterstützung aller bei der HCF (HART Communication Foundation) registrierten HART-Geräte.